# Yume de Aetara (canción)
«Yume de Aetara» (título oficial: 夢で逢えたら) es el decimoséptimo maxisencillo de la banda japonesa Dragon Ash, lanzado en 2006. Como las dos anteriores canciones, esta también fu parte de la cuenta atrás para el lanzamiento en el 2007 del álbum Independiente, que se cumpliría 10 años de Dragon Ash. El sencillo contiene remixes de sus anteriores pistas: Ivory y Few Lights Till Night.

## Lista de canciones
1. «To See You in My Dreams» (Yume de Aetara) – 4:43
2. «Rainy» – 4:16
3. «Ivory» (Up, Bustle & Out Remix) – 4:38
4. «Few Lights Till Night» (Up, Bustle & Out Remix) – 4:31

- Datos: Q5977100